# Терр-Гілл (Пенсільванія)
Терр-Гілл (англ. Terre Hill) — місто (англ. borough) в США, в окрузі Ланкастер штату Пенсільванія. Населення — 1357 осіб (2020).

## Географія
Терр-Гілл розташований за координатами 40°9′39″ пн. ш. 76°3′3″ зх. д. / 40.16083° пн. ш. 76.05083° зх. д. (40.160834, -76.050739).  За даними Бюро перепису населення США в 2010 році місто мало площу 1,18 км², з яких 1,18 км² — суходіл та 0,00 км² — водойми.

## Демографія
Згідно з переписом 2010 року, у селищі мешкало 1295 осіб у 485 домогосподарствах у складі 364 родин. Густота населення становила 1099 осіб/км².  Було 505 помешкань (429/км²).
Расовий склад населення:
| - 96,6 % — білих - 1,4 % — азіатів - 0,7 % — чорних або афроамериканців - 0,2 % — корінних американців |

До двох чи більше рас належало 0,9 %. Частка іспаномовних становила 2,1 % від усіх жителів.
За віковим діапазоном населення розподілялося таким чином: 25,3 % — особи молодші 18 років, 60,4 % — особи у віці 18—64 років, 14,3 % — особи у віці 65 років та старші. Медіана віку мешканця становила 38,2 року. На 100 осіб жіночої статі у селищі припадало 105,2 чоловіків;  на 100 жінок у віці від 18 років та старших — 105,1 чоловіків також старших 18 років.
Середній дохід на одне домашнє господарство  становив 58 988 доларів США (медіана — 49 318), а середній дохід на одну сім'ю — 64 977 доларів (медіана — 60 000). За межею бідності перебувало 6,3 % осіб, у тому числі 9,7 % дітей у віці до 18 років та 0,0 % осіб у віці 65 років та старших.
Цивільне працевлаштоване населення становило 745 осіб. Основні галузі зайнятості: роздрібна торгівля — 23,6 %, освіта, охорона здоров'я та соціальна допомога — 21,2 %, виробництво — 19,6 %.